# Pilipki
Pilipki [pronunciación en polaco: /piˈlipki/] es una aldea ubicada en el distrito administrativo de Gmina Bielsk Podlaski, dentro del condado de Bielsk, Voivodato de Podlaquia, en el noreste de Polonia. Se encuentra a unos 12 kilómetros al noreste de Bielsk Podlaski y a 34 kilómetros al sur de la capital regional Białystok.